# Festa della Lumaca in Cucina
De Festa della Lumaca in cucina ("Culinaire slakkenfestival") is een festival dat jaarlijks in de late zomer in het plaatsje Cherasco, in de provincie Cuneo, in Italië gehouden wordt. Het centrale thema van dit festival is de traditionele escargot. Het meerdaagse festival wordt opgeluisterd met een braderie, muziek, optocht, grote escargot-eetpartijen en andere activiteiten.
Onder deze activiteiten bevindt zich steevast het internationale congres over de helicicultuur, waar slakkenkwekers uit de hele wereld samenkomen.
Het festival en congres worden georganiseerd door de International Snail Breeding Institute, dat uitsluitend het biocycle slakkenkweek promoot en aanverwante producten en diensten aanbiedt. In het kader daarvan wordt sinds 1998 elk jaar op het festival de Gouden Slak uitgereikt aan slakkenkwekers en organisaties die uitzonderlijke activiteiten hebben ontplooid. Anno 2020 is dit uitgegroeid tot een prijzenceremonie met de categorieën 'slakkenkwekers', 'instituties', 'journalisten', 'restaurateurs', 'R&D' en een buitencategorie. Er waren dat jaar meerdere prijswinnaars in elke categorie, die overigens allemaal Italiaans waren.